# Vojašniški trg, Maribor
Vojašniški trg je eden od šestih srednjeveških trgov (ostali so Glavni, Slomškov, Grajski, Rotovški trg in Pristan), ki so nastali v Mariboru znotraj mariborskega mestnega obzidja in še vedno obstajajo danes.
Nahaja se v jugozahodnemu delu starega Maribora ter je na vzhodni strani povezan s Vojašniško ulico ter z Vodnikovim trgom na zahodni strani.

## Zgodovina
Trg je bil ustanovljen konec 18. stoletja v času vladavine Jožefa II., ko je slednji med drugim razpustil tu ležeči minoritski samostan. Zgradba slednjega pa je bila pozneje namenjena Dravski vojašnici, po katerem je bil poimenovan trg in bližnja ulica. Ob koncu prve svetovne vojne je bil v vojašnici nastanjen 47. pehotni polk.
Leta 2008 je takratni župan Maribora Franc Kangler predlagal, da bi trg preimenovali po nedavno preminulemu Janezu Drnovšku, nekdanjemu predsedniku Slovenije. Predlog ni bil uresničen.
Leta 2011 je zastala prenova trga in tam stoječih objektov.

## Urbanizem
Na trgu oz. ob trgu se med drugim nahajajo:
- Minoritski samostan Maribor (zdaj Lutkovno gledališče; št. 2A)[4],
- Kulturno glasbeni brlog Maribor (št. 5),...